# Callimetopus tagalus
Callimetopus tagalus es una especie de escarabajo longicornio del género Callimetopus,  subfamilia Lamiinae. Fue descrita científicamente por Heller en 1899.
Se distribuye por Filipinas. Mide 16-18,5 milímetros de longitud.